# Powstanie narodu polskiego w roku 1830 i 1831
Powstanie narodu polskiego w roku 1830 i 1831 – nieukończona praca publicystyczna napisana przez Maurycego Mochnackiego, składająca się z dwóch tomów i stanowiąca relację historyczną dotyczącą wydarzeń wokół powstania listopadowego. Została wydana w roku 1834 w Paryżu. Kilkakrotnie wznowiona, m.in. w 1850 i 1863.
Praca zawiera charakterystykę sytuacji Polski przed nastąpieniem zaboru rosyjskiego i Europy przed wybuchem powstania, a także opis przebiegu działań prowadzących do utworzenia Rządu Narodowego. Mochnacki w utworze broni opinii głoszącej o konieczności walki niepodległościowej w celu odzyskania suwerenności. Wyraża przekonanie, iż powinna się toczyć w oparciu o masy społeczne, jednakże w sytuacji Polski, której wróg podporządkowany był caratowi, a struktura społeczna kraju pod zaborami – zacofana względem reszty Europy, walka ta będzie mieć charakter dyktatury wojskowej, obojętnej wobec uwarunkowań politycznych i społecznych. Wybuch walk powstańczych uznaje za właściwy, zaś jego klęskę widzi w niedopracowaniu ze strony przywódców i braku wyraźnego wsparcia społecznego.
Po wydaniu dzieło Mochnackiego spotkało się z ostrą krytyką ze strony środowiska emigracyjnego w Paryżu. Sprzeciwiano się głównie silnemu subiektywizmowi, jak i postawionym tezom, które przyjmowano za niesłuszne bądź sprzeczne. Mimo to, Powstanie narodu polskiego odegrało ważną rolę w kształtowaniu postawy patriotycznej kolejnych kilku pokoleń młodych Polaków.